# Port de Plougoumelen
Le port de Plougoumelen se situe sur la commune de Plougoumelen (Morbihan), sur la rivière du Bono qui se jette dans la rivière d'Auray offrant un accès au golfe du Morbihan.

## Description
Le port de Plougoumelen est en fait une petite plage portuaire : le Traon. Il ne peut accueillir que des embarcations à très faible tirant d’eau. Aujourd'hui, ce port offre vingt-deux mouillages de particuliers et de quinze Plates. Cela a permis l'accueil des «Yoles» de la 1re flottille de la Semaine du Golfe 2011. 

## Histoire
Historiquement, le port de Plougoumelen est celui du Bono. Depuis le 8 septembre 1947, un arrêté préfectoral a permis l'« érection en commune distincte de la section de Bono ». Plougoumelen était ainsi privée de port.

## Manifestation
Le port est une escale de la semaine du golfe, manifestation maritime et terrestre qui se déroule tous les deux ans durant la semaine de l’Ascension.